# Stinnett, Texas
Stinnett är administrativ huvudort i Hutchinson County i Texas. Orten grundades 1901 av A.P. "Ace" Borger. Enligt 2010 års folkräkning hade Stinnett 1 881 invånare.